# Alexander Neubacher
Alexander Neubacher (* 1968 in Krefeld) ist ein deutscher Journalist.

## Leben
Nach dem Studium der Volkswirtschaftslehre an der Universität Köln absolvierte Neubacher die Kölner Journalistenschule. Er war Redakteur bei der Wochenpost, bei Bizz Capital und arbeitet seit 1999 als Wirtschaftsredakteur, Reporter und Leitender Redakteur im Hauptstadtbüro des Spiegel in Berlin. Für seine Spiegel-Reportage Die Mär vom armen Kind (Ausgabe 39/2010) wurde er mit dem BVKJ-Medienpreis 2011 ausgezeichnet. 2009 erhielt er den Helmut-Schmidt-Journalistenpreis für seine Kritik der Gesundheitsreform in Deutschland. Von 2017 bis 2021 war er als Leitender Redakteur mitverantwortlich für den Aufbau des digitalen Bezahlangebots Spiegel+. 2019 wurde er als Vertreter der Redaktion in die Geschäftsführung der Spiegel-Mitarbeiter KG gewählt. Seit 2019 schreibt er als Nachfolger von Jan Fleischhauer abwechselnd mit Markus Feldenkirchen eine Kolumne im gedruckten Spiegel. Eine Kolumne Neubachers über den damaligen Staatssekretär Patrick Graichen löste im April 2023 die Trauzeugenaffäre aus, die im Mai zur Versetzung Graichens in den einstweiligen Ruhestand führte.

## Bücher
- Ökofimmel. Wie wir versuchen, die Welt zu retten, und was wir damit anrichten. DVA, 2012
- Total beschränkt. Wie uns der Staat mit immer neuen Vorschriften das Denken abgewöhnt. 2014, ISBN 978-3-421-04655-0